# Hortobágyi Károly-díj
A Hortobágyi Károly-díj kiemelkedő artistaművészi tevékenység elismerésére adományozható állami kitüntetés.
A díjat évente, március 15-én egy személy vagy csoport kaphatja, a kitüntetett adományozást igazoló okiratot és érmet kap. Az érem kerek alakú, bronzból készült, átmérője 80, vastagsága 8 milliméter. Az érem Kiss György szobrászművész alkotása, egyoldalas, Hortobágyi Károly domború arcképét ábrázolja és HORTOBÁGYI KÁROLY-DÍJ felirattal van ellátva.

## Díjazottak
- 1992 – 3 Simet: id. Simet László, ifj. Simet László, Simetné Szabó Zsuzsa, magasdrótszám
- 1993 – Kristóf Krisztián, zsonglőr
- 1994 – Donnert Antal, elefántszám
- 1995 – id. Losonczi György, ugródeszka akrobata, a Kisfaludy csoport vezetője
- 1996 – Zsilák György, Zsilákné Magyar Zsuzsanna és Zsilák Viktória, zsonglőrök
- 1997 – Sallai Mihály
- 1998 – Eötvös Loránd, zsonglőr
- 1999 – Donnert László
- 2000 – Nagy Molnár Dávid, bűvész
- 2001 – Császár Gábor és ifj. Császár Péter, ugródeszka akrobaták
- 2002 – Rippel Ferenc és Rippel Viktor artisták, a Rippel Brothers duó tagjai
- 2003 – Richter Flórián, lovas-akrobata, állatidomár
- 2004 – Sallai Tibor, artistaművész
- 2005 – Takács Gyula és Oláh Sándor artistaművészek, a Golden Power duó tagjai, plasztikus akrobaták
- 2006 – Axt Ibolya, kéz- és fejegyensúlyozó légtornász
- 2007 – Deltai István, artistaművész
- 2008 – ifj. Maszlovics Károly, artistaművész
- 2009 – Losonczi György, artistaművész, a Duó Faludy ugródeszka produkció tagja
- 2010 – ifj. Nagy Lajos, zsonglőr[1]
- 2011 – Donnert Károly, tigrisidomár (posztumusz, a díjat özvegye, Donnert Károlyné vette át)
- 2012 – Dittmár Roland, akrobata, komikus
- 2014 – Donnert Antal, lovas-akrobata
- 2016 – Russnák Norbert, artistaművész
- 2018 – ifj. Richter József, lovas-akrobata, állatidomár[2]
- 2019 – Kranitz Nagy Krisztián és Füzy Anita, a Silver Power duó tagjai; Ócsai Böbe, a Recirquel Újcirkusz Társulat artistamestere
- 2020 – Vincze Tünde, artistaművész[3]
- 2021 –
- 2022 – Ádám László (Maximus Antonio), az Utazó Budapest Nagycirkusz artistaművésze és állattanítója; Rolling Wheel: Németh Zsófia és Nagy Ferenc artistaművészek.[4]
- 2023 –
- 2024 – Dittmár Laido